# Landet för länge sedan V: Den mystiska ön
Landet för länge sedan V: Den mystiska ön (engelska: The Land Before Time V: The Mysterious Island) är den fjärde uppföljaren till Landet för längesedan. Den släpptes direkt till video i USA den 9 december 1997.

## Handling
Efter att den Stora Dalen blivit invaderad av svärmande lövglufsare måste de ge sig av tills allt växer ut igen. Det blir svårt för alla att hålla sams och av misstag kommer Lillefot och hans vänner till en vacker mystisk ö där bland annat den bekante Chomper bor. På ön finns dock andra Vasständer och Chomper måste skydda sin vänner mot dem.

## Originalröster
- John Ingle - Berättare
- Brandon LaCroix - Lillefot
- Aria Noelle Curzon - Kvacky
- Anndi McAfee - Cera
- Jeff Bennett - Petri
- Rob Paulsen - Spike
- Kenneth Mars - Morfar
- Miriam Flynn - Mormor
- Cannon Young - Chomper
- Jeff Bennett - Herr Taggsvans
- Tress McNeile - Kvackys Mamma
- Tress McNeile - Petris Mamma

### Svenskspråkiga röster
- Hans Wahlgren - Berättare
- Leo Hallerstam - Lillefot
- Maria Rydberg - Kvacky
- Eleonore Telcs - Cera
- Staffan Hallerstam - Petri, Tagg
- Sture Ström - Morfar
- Annica Smedius - Mormor
- Sebastian Paulson - Chomper
- Hans Wahlgren - Herr Taggsvans
- Charlotte Ardai Jennefors - Kvackys Mamma, Petris Mamma

### Fotnoter
1. ↑  ”Landet för länge sedan V: Den mystiska ön” (på engelska). Internet Movie Database. 9 december 1997. http://www.imdb.com/title/tt0123950/releaseinfo?ref_=tt_ov_inf. Läst 27 augusti 2016.